# Marduk
 Denne artikel omhandler den babylonske gud. For det svenske black metal-band, se Marduk (band).
Marduk er Babylons bygud og gudernes leder i den babylonske mytologi.
Navnet Marduk blev sandsynligvis udtalt Marutuk. Etymologien i navnet Marduk er en sammentrækning afledt af amar-Utu ("udødelige søn af Utu") eller ("tyrekalv af solguden Utu"). Oprindelsen af Marduks navn kan afspejle tidligere genealogi eller det kan have et kulturelt bånd til oldtidsbyen Sippar (hvis gud var Utu, som var deres solgud), der går tilbage til det tredje årtusinde før vor tidsregning.
Oprindelig var Marduk bygud i Babylon. Da det lykkedes Hammurabi at udnytte nabobystaternes uenigheder og underlægge dem babylonisk overhøjhed, erklærede han den babyloniske bygud for at være den øverste gud iblandt alle guder. Tilsvarende benævnes han i Hammurabis lov (Codex Hammurabi) som søn af Ea. Marduk overtog funktionerne fra den hidtidige gudetrio, An, Enlil og Enki eller kvartetten An, Enlil, Enki og Ninmach, hvad der hang sammen med Babylons stigende indflydelse.
I Hammurabi-perioden blev Marduk astrologisk associeret med planeten Jupiter.

## Mytologi

### Babylonsk
Marduks oprindelige karakter er ukendt, men han blev senere associeret med vand, vegetation, dom og magi. Hans konsort var gudinden Sarpanit. Han blev også betragtet som søn af Ea (Sumerisk Enki) og Damkina og arving til An, men hvad end hans særlige træk har været, så er Marduks væsen blev overskygget af den politiske udvikling, som Eufrat-dalen oplevede, hvor folket lod hans karaktertræk minde om dem, som tidligere guder, der havde været konge over en panteon, havde haft. Der var særligt to guder, Ea og Enlil, hvis evner og attributter overgik til Marduk.
I tilfældet med Ea skete overførslen rolig og uden at udrydde den gamle gud. Marduk overtog guden Asarluhis identitet, der var søn af Ea og gud over magi, således at Marduk blev integreret i Eridu panteon, hvor både Ea og Asarluhi oprindeligt kom fra. Ea, der var Marduks fader, anerkendte frivilligt sin søns overherredømme og overgav ham kontrollen med menneskeheden. Denne association mellem Marduk og Ea kan også afspejle Babylons afhængighed af Eridu, selvom det hovedsagelig afspejler overdregelse af overherredømmet, som Eridu tidligere havde haft, men som var overgået til Babylon som religiøst og politisk centrum. Det er ikke nødvendigvis af politisk karakter, men kan også være et udtryk for at kulturen fra Eufrat-dalen spreder sig fra syd til nord, og anerkender Eridu som det gamle kulturcentrum på vej mod et nyere

### Bronzealderen
Mens forholdet mellem Ea og Marduk er præget af harmoni og en faderens frivillige abdikation til fordel for sønnen, så er Marduks absorbering af Enlil af Nippurs evner og beføjelser noget anderledes. Dette sker nemlig på Enlils bekostning. Babylon blev uafhængig i begyndelsen af det 19. århundrede f.v.t., og startede ud som en lille bystat, der blev overskygget af de ældre og mere magtfulde mesopotamiske stater som Isin, Larsa og Assyrien. Efter Hammurabi opbyggede et imperium i det 18. århundrede f.v.t., hvor Babylon blev den dominerende stat i syd, så fik Marduk de tilhængere, der tidligere havde tilhørt Enlil. Selvom Nippur og Enlils kult havde en periode med en renæssance i de fire århundreder hvor kassitterne havde kontrol over Babylonien (c. 1595 fvt.–1157 fvt.), så skete Marduks endelige og permanente triumf over Enlil i Babylonien.
De eneste seriøse rivaler til Marduk efter omkring 1750 f.v.t. var guden Aššur (Ashur), der havde været den højeste guddom i det nord-mesopotamiske stat Assyrien siden det 25. århundrede f.v.t., og den dominerende magt i regionen mellem det 20. og det 18. århundrede f.v.t. og mellem det 14. til slutningen af det 7. århundrede. I syd var Marduks den højeste guddom. Han blev normalt refereret til som Bel "Herre", også bel rabim "storre herre", bêl bêlim "herrernes herre", ab-kal ilâni bêl terêti "leder af guderne", aklu bêl terieti "det vise, herre over orakler", muballit mîte "genopliver af de død", osv.
Da Babylon blev den vigtigste by i det sydlige Mesopotamien under Hammurabi regeringstid i det 18. århundrede, blev skytshelgenden og guden for Babylon hævet til at være den højeste guddom. For at forklare hvordan Marduk fik sin magt blev Enûma Elish nedskrevet, som fortæller historien om Marduks fødsels, hans heroiske gerning og hvordan ham blev hersker over guderne. Dette kan ses som en form for apologetik. Det inkluderer også et dokument over de 50 navne for Marduk.

## Halvtreds navne for Marduk
Leonard W. King inkluderer fragmenter af en gudeliste i The Seven Tablets of Creation (1902), som han betragter som essentiel for rekonstruktionen af Marduks navn. I et studie fra 1936 af Franz Bohl om de 50 navne refererer også til kongelisten.
Richard Litke (1958) noterede ligheder mellem Marduks navne i An:Anum listen og dem som listes i Enuma Elish, selvom der er flere forskelle. Forbindelsen mellem An:Anum-listen og den der fines i Enuma Elish blev etableret af Walther Sommerfeld (1982), der brugte denne korrespondance til at argumentere for at Enuma Elish blev skrevet i kassitternes periode, selvom den direkte afledning fra Enuma Elish fra An.Anum er blevet udfordret af Wilfred Lambert (1984).